# Charles Ammi Cutter
Charles Ammi Cutter (sinh ngày 14 tháng 03 năm 1837 mất ngày 6 tháng 9 năm 1903) là một thư viện viên người Mỹ.

## Tiểu sử
Cutter sinh ra ở Boston, Massachusetts. Dì của ông là một nhân viên thư viện ở thư viện công cộng Boston. Năm 1856, Cutter được đăng kí học tại Đại học Harvard. Ông được chọn làm trợ lý thư viện viên của phân hiệu thần học của trường khi vẫn đang học tại đó và giữ vị trí đó từ năm 1857 đến năm 1859. Trong suốt khoảng thời gian đó, Cutter bắt đầu thiết kế một lược đồ mục lục riêng thay cho hệ thống của thư viện đã bị lỗi thời. Hệ thống mục lục cũ, sử dụng từ năm 1840, thiếu sự bổ sung 4000 tác phẩm trong bộ sưu tập của giáo sư Gottfried Christian Friedrich Lücke tại Đại học Göttingen, những tác phẩm làm tăng thêm giá trị cho bộ sưu tập trong thư viện thần học của Harvard.
Trong năm học 1857-1858, Cutter sắp xếp lại vốn tài liệu của thư viện trên kệ với hàng loạt chủ đề cùng với người bạn cùng lớp là Charles Noyes Forbes. Trong suốt kì nghỉ đông, từ năm 1858-1859, họ xếp bộ sưu tập của thư viện thành một danh sách tên tác giả theo thứ tự alpha bê. Kế hoạch này làm xong trước khi Cutter tốt nghiệp trong năm 1859. Trong năm 1860, Cutter trở thành một nhân viên mùa vụ rồi thư viện viên chính thức của thư viện này. Ông được hướng dẫn bởi nhân viên biên mục Tiến sĩ Ezra Abbot và cũng là trợ lý cho ông ta. Tại Cao đẳng Harvard, Cutter tạo ra hình thức mới cho loại mục lục chỉ mục, dùng thẻ thay vì một quyển được xuất bản riêng biệt, chứa cả phần chỉ mục cho tác giả và "phần cổ điển" hay hình thức cơ bản của mục lục.
Trong năm 1868, thư viện Boston Athenæum tiến cử Cutter làm người đứng đầu thư viện. Đóng góp đầu tiên của Cutter là tổ chức và thu thập những điểm độc đáo của thư viện này và phát triển thành một mục lục từ đó và cho xuất bản một mục lục từ điển(dictionary catalog) hoàn chỉnh cho vốn tài liệu của thư viện. Những nhân viên thư viện hay trợ lý cũ cũng đã từng làm việc này, nhưng nhiều mục lục thì dưới chuẩn và, theo Cutter, cần phải được làm lại. Điều này không làm vừa ý các thành viên trong hội đồng, những người muốn xuất bản quyển mục lục này ngay lập tức. Tuy nhiên, mục lục này đã được chỉnh sửa và xuất bản thành 5 quyển với tên là "mục lục Athenæum". Cutter là nhân viên thư viện tại Boston Athenaeum trong 25 năm.
Trong năm 1876, được văn phòng chính phủ United States Bureau of Education thuê để viết một báo cáo về tình trạng các thư viện ở Centennial. Một phần nữa cần trong báo cáo là nội dung bài viết Rules for a Printed Dictionary Catalogue(1876) của Cutter. Mục lục này nằm trong bài viết được xuất bản Public Libraries in the United States of America: Their History, Condition, and Management của United States Bureau of Education. Cutter áp dụng nhiều tư tưởng được chấp nhận bởi các nhân viên thư viện đương thời trong suốt thời gian Cutter làm việc tại Athenaeum. Cutter đưa ra những phương pháp và triết lý độc đáo như là mượn liên thư viện và gắn vào tất cả tài liệu một cái túi bên trong có một thẻ ghi lại tình trạng mượn/trả của tài liệu.
Cutter phục vụ như một biên tập viên của tạp chí Library Journal từ năm 1891 đến năm 1893. Nhiều bài báo được ông viết trong thời gian này, nổi tiếng nhất là bài "The Buffalo Public Library in 1983". Trong bài viết, ông viết những gì thư viện sau 100 năm sẽ như thế nào. Ông dành nhiều thời gian thảo luận về những vấn đề thực tế, như là cách thư viện sắp xếp để có đủ ánh sáng và xem xét độ ẩm để bảo quản sách.
Trong năm 1880, Cutter giới thiệu một hệ thống mục lục mới và khác biệt và gọi nó là Bảng phân loại mở rộng Cutter(Cutter Expansive Classification). Hệ thống này gồm 7 mức phân loại khác nhau, mức đầu tiên dành cho những thư viện nhỏ nhất còn mức 7 thì dành cho những thư viện quy mô nhất, và tham vọng của Cutter là tổ chức các phần của một hệ thống phân loại dành riêng cho mỗi thư viện. Hệ thống phân loại dùng phương pháp kí tự-số để ghi tắt tên tác giả và tạo ra những số độc đáo được biết như("số Cutter" hay "mã Cutter"). Những số này vẫn được dùng ngày nay trong một số thư viện. Bảng phân loại này là cơ sở để xây dựng Bộ tiêu đề chủ đề của Thư viện Quốc hội Mỹ(Library of Congress Subject Headings) và Bộ tiêu đề chủ đề của Sear(Sear's List of subject Headings). Khi Cutter bắt đầu sử dụng một phần hệ thống phân loại mới thì ban đầu chọn bảng phân loại thập phân Dewey(Dewey Decimal Classification), tuy nhiên sau lại thấy sẽ tốt hơn nếu có một sự điều chỉnh nhiều hơn cho vốn tài liệu của thư viện. Mặc dù Bảng phân loại mở rộng của Cutter(Cutter's Expansive Classification) được công nhận là một đóng góp lớn cho các thư viện và ngành khoa học mới nổi là khoa học thư viện nhưng bản thân Cutter không đánh giá cao thành công của nó cũng như có ý tạo ra thêm một bản khác cho nó.
Cutter có lẽ đã nghĩ rằng hệ thống Dewey không thể áp dụng cho mục lục của ông và sâu xa hơn Dewey và ông thường có xích mích với nhau khi thành lập tổ chức American Library Association(ALA) mà 2 người nằm trong số 100 người đồng sáng lập vào năm 1876, dù vậy Cutter vẫn được xem là một thư viện viên, một nhà biên mục thành công và hiểu biết. Cutter được ủy quyền ít nhất một lần để đề xuất ý tưởng xây dựng kiên trúc cho thư viện Đại học Toronto, nơi lúc bấy giờ đã bị hủy hoại bởi một đám cháy lớn. Để trả lời yêu cầu từ phía thư viện, Cutter trả lời thẳng rằng, "Phải, sẽ chẳng có ích gì để có một kho bảo quản chống cháy nếu toàn bộ phần còn lại của thư viện bắt lửa". Sự nghiêm túc của Cutter cùng với khả năng biên mục lành nghề của mình nhấn mạnh quan điểm này, "Các nhân viên biên mục nên ở gần mục lục của mình, họ luôn có lý do để dùng nó". Sau đó, Cutter tiếp tục thể hiện quan điểm trong việc biên mục khi quở trách các làm việc hiện tại của các nhân viên biên mục và tuyên bố, "Việc xây dựng mục lục không thể tiếp tục phát huy hiệu quả có ít phòng chứa gần các nhân viên biên mục và những kệ trống để sách chưa biên để trên đó".
Năm 1893, Cutter trình một bức thư lên hội đồng về ý định không làm việc nữa khi hợp đồng hiện tại kết thúc. May mắn cho ông, tại  London, Massachusetts. Charles E. Forbes bỏ ra một số tiền lớn để xây dựng thư viện cho thị trấn. Đây là cơ hội cho Cutter để gây dựng ý tưởng của ông ngay từ đầu. Ông phát triển một hệ thống mục lục được gọi là hệ thống phân loại mở rộng. Nó có tất cả bảy bậc và bậc càng cao thì càng chi tiết. Vì vậy những thư viện nhỏ không thích sử dụng số phân loại(classification numbers) quá dài có thể dùng những bậc nhỏ mà vẫn đáp ứng được yêu cầu của họ. Những thư viện lớn hơn có thể dùng những bảng phân loại chi tiết hơn vì họ cần sự rõ ràng hơn để chia tách các chủ đề. Không may là, ông mất năm 1903 trước khi kịp hoàn thành công trình của mình. Tại thư viện Forbes, Cutter xây dựng khoa âm nhạc và nghệ thuật và kêu gọi những đứa trẻ gần trường đến đó biểu diễn. Ông cũng thiết lập những chi nhánh thư viện và xây dựng một hệ thống đưa sách đi nhiều nơi được biết nhiều với tên gọi thư viện lưu động(bookmobile). Ngày nay, Charles Ammi Cutter có thể sẽ ngạc nhiên khi ảnh chân dung của ông được treo tại bàn làm việc của các nhân viên thư viện tại thư viện Forbes ở Northampton. Bàn làm việc của ông cũng được sử dụng bởi giám đốc hiện tại của thư viện.
Charles Cutter chết vào ngày 6 tháng 9 năm 1903 tại Walpole, New Hampshire.

## Những dự đoán của Cutter
- "Những cái bàn này có... một bàn phím nhỏ cho từng bàn, được kết nối với dây điện. Bạn đọc chỉ cần tìm một dấu hiệu sách trên mục lục, chạm vào mốt số kí tự hay con số chính, và [cuốn sách] xuất hiện chỉ trong nháy mắt."

Charles Cutter "The Buffalo Public Library in 1983" (Library journal 1883)

## Sách tham khảo
- Blackburn, R.H. (1988). Dewey and Cutter as Building Consultants. The Library Quarterly, 58(4), 377-384.
- Stromgren, P. (2004). Charles Ammi Cutter | Forbes Library. Forbes Library, Northampton, Massachusetts | Welcome. Truy cập ngày 10 tháng 4 năm 2013, from http://www.forbeslibrary.org/cutter/cacutter.shtml
- Winke, R.C. (2004). The Contracting World of Cutter's Expansive Classification. Library resources and Technical Services, 48(2), 122-129.